# Barbus prespensis
Barbus prespensis је зракоперка из реда Cypriniformes и фамилије Cyprinidae. Ендемска је у Преспанском језеру.

## Угроженост
Ова врста се сматра рањивом у погледу угрожености врсте од изумирања.

## Распрострањење
Ареал врсте је ограничен на мањи број држава. 
Врста је присутна у следећим државама: Грчка, Албанија и Македонија.

## Станиште
Станишта врсте су језера и језерски екосистеми и слатководна подручја. 